# عبيد الله العيشي
عبيد الله العيشي، ويعرف بابن عائشة، وبالعيشي، لأنه من ولد عائشة بنت طلحة بن عبيد الله. ولد بعد الأربعين ومائة، ومات في شهر رمضان سنة ثمان وعشرين ومائتين.
قال عنه الذهبي: «الإمام العلامة الثقة أبو عبد الرحمن، عبيد الله بن محمد بن حفص بن عمر بن موسى بن عبيد الله بن معمر القرشي التيمي البصري الأخباري الصادق».

## روايته للحديث النبوي
- سمع: حماد بن سلمة، وجويرية ابن أسماء، ومهدي بن ميمون، وأبا هلال الراسبي، ووهيب بن خالد، وأبا عوانة، وعبد الواحد بن زياد، وعبد العزيز بن مسلم، وهشام بن زياد، وابن المبارك.
- حدث عن: أبو داود، وبواسطة الترمذي، والنسائي، وأحمد بن حنبل، وأبو زرعة، وابن أبي الدنيا، وعثمان بن خرزاذ، وإبراهيم الحربي، وأبو عبد الله البوشنجي، وأبو القاسم البغوي، وخلق كثير.
- الجرح والتعديل: قال أبو حاتم الرازي: صدوق ثقة. وقال أبو حاتم بن حبان البستي: مستقيم الحديث. وقال أبو داود السجستاني: كان ابن عائشة طلابة للحديث، عالما بالعربية وأيام الناس، لولا ما أفسد نفسه به، ومرة ابن عائشة صدوق في الحديث. وقال أحمد بن حنبل: صدوق في الحديث. وقال إسحاق بن الحسن الحربي: ما رأت عيني مثل ابن عائشة. وقال ابن حجر العسقلاني: ثقة جواد رمي بالقدر ولم يثبت. وقال الخطيب البغدادي: كان فصيحا أديبا سخيا حسن الخلق غزير العلم عارفا بأيام الناس. وقال زكريا بن يحيى الساجي: صدوق، قرف بالقدر وكان بريئا منه، وكان سيدا من سادات البصرة غير مدافع عن ذلك وكان كريما سخيا. وقال عبد الباقي بن قانع البغدادي: ثقة. وقال عبد الرحمن بن يوسف بن خراش: صدوق. وقال موسى بن إسماعيل التبوذكي: سمع علما كثيرا ولكنه أفسد نفسه به.
- جزء له: جزء فيه أحاديث عبيد الله بن محمد بن حفص العيشي.[5]